# Том Арая
Томас Енріке Арая Діас (англ. Tomás Enrique Araya Diaz) — басист, вокаліст та автор пісень американського треш-метал-гурту Slayer.
На початку 1980-х Арая працював дихальним терапевтом і використовував свої заробітки для фінансування дебютного альбому Slayer Show No Mercy. Значна частина ліричного змісту Араї — про серійних вбивць — тему, яку він вважає цікавою.

## Біографія
Арая народився 6 червня 1961 року у Вінья-дель-Мар (V Регіон Вальпараїсо, Чилі) та став четвертою дитиною в сім'ї. Коли хлопчикові виповнилося п'ять років, його сім'я переїхала в Саут-Гейт (Каліфорнія).
Старший брат Араї, який грав на гітарі, надихнув Тома взяти в руки бас-гітару вже у віці 8 років.
В 1981 році Арая потоваришував з Керрі Кінгом, який запропонував Тому приєднатися до його гурту Slayer.
Нині Арая живе з сім'єю на ранчо в Техасі.

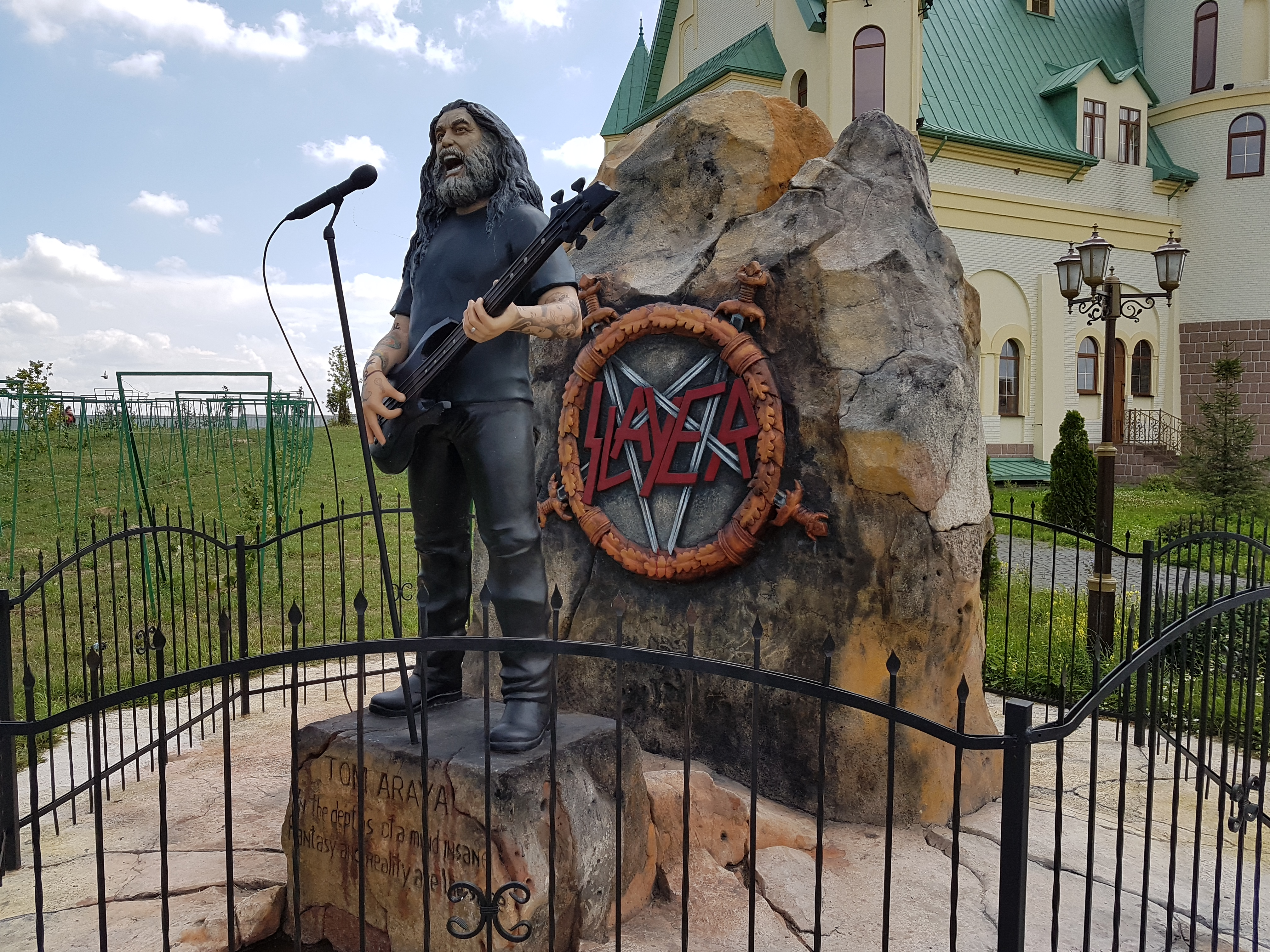
Пам'ятник Тому Араї в зоопарку «ХІІ місяців» в Демидові, під Києвом

В зоопарку «ХІІ місяців» в Демидові, під Києвом встановлено пам'ятник Тому Араї.

## Особистість
Араї має брата Хуана «Джонні», який зараз грає на бас-гітарі в гурті Thine Eyes Bleed. Джонні також іноді працював роудієм у Slayer.
Арая проживає в місті Баффало, штат Техас, де він володіє ранчо з дружиною Сандрою Араєю та двома дітьми, дочкою Аріель Асою (нар. 11 травня 1996) та сином Томасом Енріке молодшим (нар. 14 червня 1998). Він і його дружина керують сімейним ранчо, яке включає 60+ голів великої рогатої худоби серед інших тварин на ранчо. Арая повідомляє, що він співає кантрі-пісні, щоб допомогти зберегти свої «співочі відбивки». Арая та його дружина насолоджуються фільмами жахів, зокрема стрічками «Амітівільський жах» та «Техаська різанина ланцюговою пилою».
Арая потерпає через апное сну та регулярно користується апаратом CPAP вдома та під час гастролей.